# غدر وجبل عمرو
غُدَر وجبل عمرو هو كُماركة في أرَغون إسبانيا.